# Scott Davis
Scott Davis (født 22. april 1979 i Bundaberg) er en australsk professionel landevejscykelrytter, som kører for UCI ProTour- holdet Team High Road.
Han bor i øjeblikket i Varese i Italien.